# Ola Billgren
Ola Billgren (* 5. Januar 1940; † 4. November 2001) war ein schwedischer Künstler und Kunsttheoretiker. Seine Werke sind unter anderem im Musée National d’Art Moderne (Centre Georges-Pompidou) in Paris und im Moderna Museet in Stockholm zu sehen.

## Werdegang
Nach den ersten Jahren, in denen er sich mit informeller Kunst beschäftigte, wurde Billgren in den 1960er Jahren von Neorealismus und Fotorealismus beeinflusst, aber nicht ganz ohne abstrakte Elemente einzubringen.
Nach Mitte der 1970er Jahre ging er zu einer scheinbar traditionellen Landschaftsmalerei über, in der er sich mit der Dekonstruktion der Konventionen der romantischen Malerei beschäftigte.
Später untersuchte er auch in abstrakten Gemälden die Möglichkeiten der Farben und des Lichts. In den 1990er Jahren präsentierte er eine Serie Gemälde mit roten Oberflächen, die zuerst etwas Abstraktes vermitteln, bevor die unterliegenden Bildräume sich langsam offenbaren, wie „unterdrückte Figurationen“.